# Karl Vent
Gustav Karl Friedrich Vent, auch Carl Vent, (* Ende 1842 in Weimar; † 7. Juli 1887 ebenda) war ein deutscher Architekt und Baumeister im Großherzogtum Sachsen-Weimar-Eisenach, dessen Bauwerke „zu den gelungensten Beispielen“ der Neorenaissance in der thüringischen Residenzstadt Weimar zählen.

## Leben
Karl Vent war der Sohn des Weimarer Hofrats Johann Karl Christian Vent (1802–1880), wohnhaft an der Ackerwand 13. Nach dem Schulbesuch in Weimar studierte er an der Königlichen Baugewerkenschule in Dresden. Er ist dort 1861/62 als Student der Fachrichtung Bauingenieurwesen nachweisbar.
Nach Abschluss des Studiums trat er als Baukondukteur in den Dienst des Großherzogs Carl Alexander von Sachsen-Weimar-Eisenach und wurde später zum Bauinspektor in Weimar befördert. Daneben wurde er in Prag Mitglied des Lehrkörpers des Deutschen Polytechnischen Landesinstituts des Königreiches Böhmen, wo er 1869 zum Assistenten für Architektur ernannt wurde.
Seit 1873 unterstand Vent dem Oberbaudirektor Ferdinand Streichhan im Departement des Innern als Baubeamter für das fiskalische Bauwesen im Großherzogtum Sachsen-Weimar-Eisenach und war gemeinsam mit diesen an mehreren staatlichen Bauvorhaben im Großherzogtum und vor allem in Weimar beteiligt. Neben seiner dienstlichen Funktion als Baubeamter entwarf Vent als Architekt in großherzoglichem Auftrag selbstständig, ohne Einbeziehung des Oberbaudirektors, eigene Bauwerke im Stil des Historismus mit Merkmalen der Neorenaissance. Dieser Stil entsprach dem Geschmack von Großherzog Carl Alexander, dessen Bauprogramm ein „inszeniertes Ilmflorenz“ war. Dazu zählt beispielsweise das ehemalige Lehrerseminars in Weimar, dessen Bauauftrag vom Großherzog direkt an Vent erteilt wurde. Er schuf mit „qualitätvollen Bauten im Stil der Neorenaissance ein repräsentatives, städtebaulich bedeutendes Ensemble“. Dieses prägt das Weimarer Stadtzentrum bis heute. Sie bedeuteten eine große Veränderung, die auch für die Stadtbauplanung und damit die Verkehrsführung im Zentrum noch heute wirksam sind. Vent fehlte dem Oberbaudirektor deshalb als Bauleiter für einen weiteren großen Bau: dem zeitgleich entstandenen Marstall, in welchem sich heute ein Teil des Hauptstaatsarchiv Weimar befindet. Er wäre dafür der zuständige Baubeamte gewesen, stand wegen der Bauleitung seiner eigenen großherzoglichen Projekte dafür aber nicht zur Verfügung.
Auf Bitten des befreundeten österreichischen Architekten August Ortwein und der Verlagshandlung E. A. Seemann in Leipzig erklärte sich Vent 1872 in seiner Eigenschaft als großherzoglicher Baukondukteur für die Erarbeitung der Beiträge über Weimar und Erfurt in dem mehrbändigen Tafelwerk Deutsche Renaissance bereit. Dieses Tafelwerk hat dokumentarischen Charakter und wurde bis in das 20. Jahrhundert als Kompendium zur Rekonstruktion von Gebäuden und zur Ergänzung von Bauteilen verwendet.
Vent starb im Alter von 44 Jahren und 8 Monaten in Weimar.

## Bauten in Weimar (Auswahl)
- 1873 Entwurf für den Neubau des Staatsarchivs in Weimar neben der Hofgärtnerei, vom Großherzog aufgrund anderweitiger Nutzung des Bauplatzes verworfen[12]
- 1873 Projektierung der sogenannten Passage auf dem überwölbten Schützengraben in Weimar[13]
- 1877 Gropiusstraße 1: Lehrerseminar (später Christoph-Martin-Wieland-Schule, heute Staatliche Gemeinschaftsschule Jenaplan Weimar)[14]
- 1878 Sophienstiftsplatz 1: Schulgebäude (Sophienstift, später Johann-Peter-Eckermann-Schule) nach Vorbild eines Palazzos in Trient aus Nebraer Sandstein[15][16] Ursprünglich war das Sophienstift ein Mädchenlyzeum.[17][18]
- 1886 Schröterstraße (heute Washingtonstraße 53), Gebäude des Paulinenstifts, benannt nach der Erbgroßherzogin Pauline von Sachsen-Weimar-Eisenach.[19]
- 1886/87 Tiefurter Allee 6: Gebäude der Russischen Gesandtschaft (heutige Nutzung: Schule der Lebenshilfe Weimar)[20]

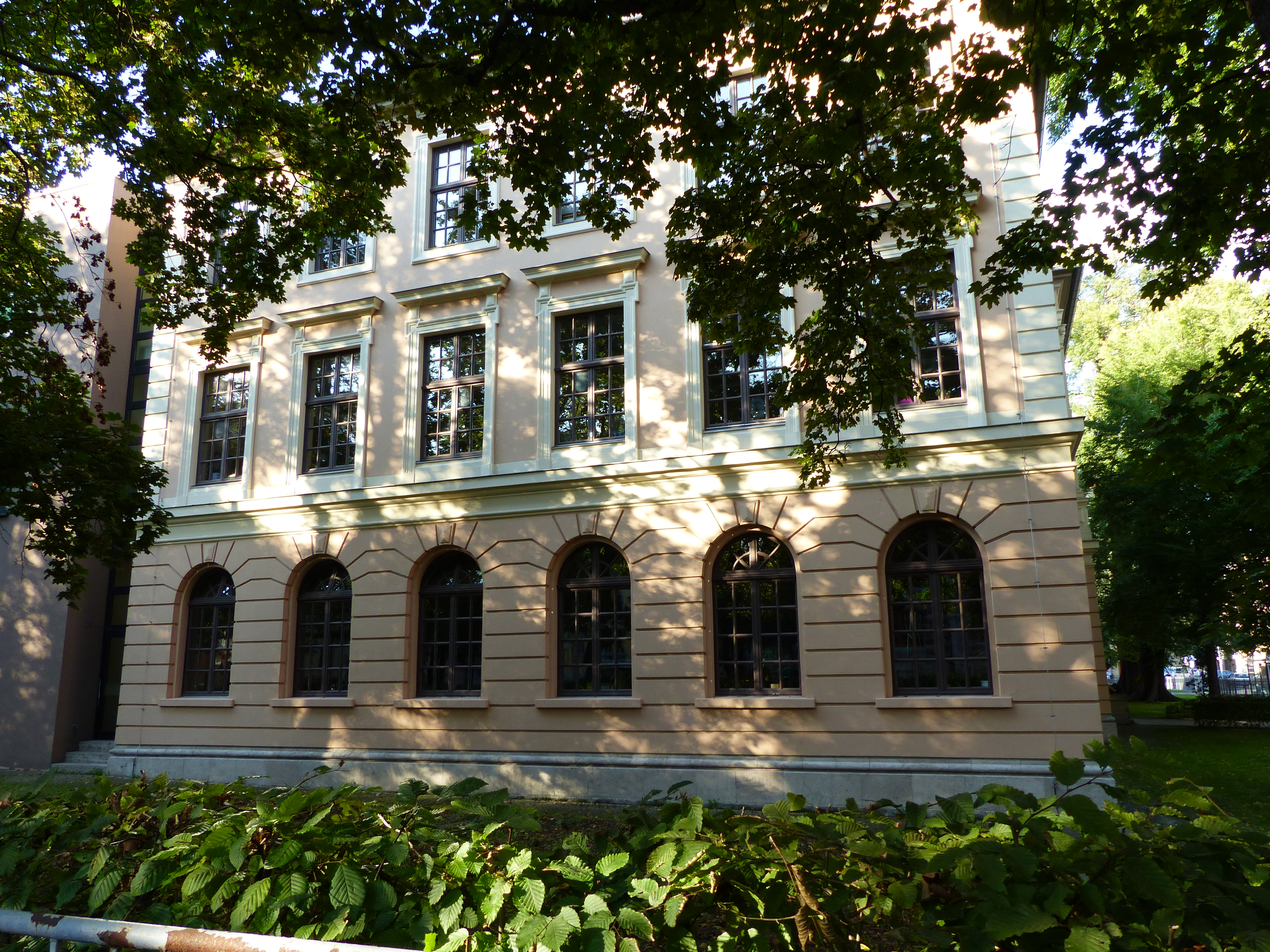
Ursprünglich als Lehrerseminar in Weimar genutztes Gebäude von 1877
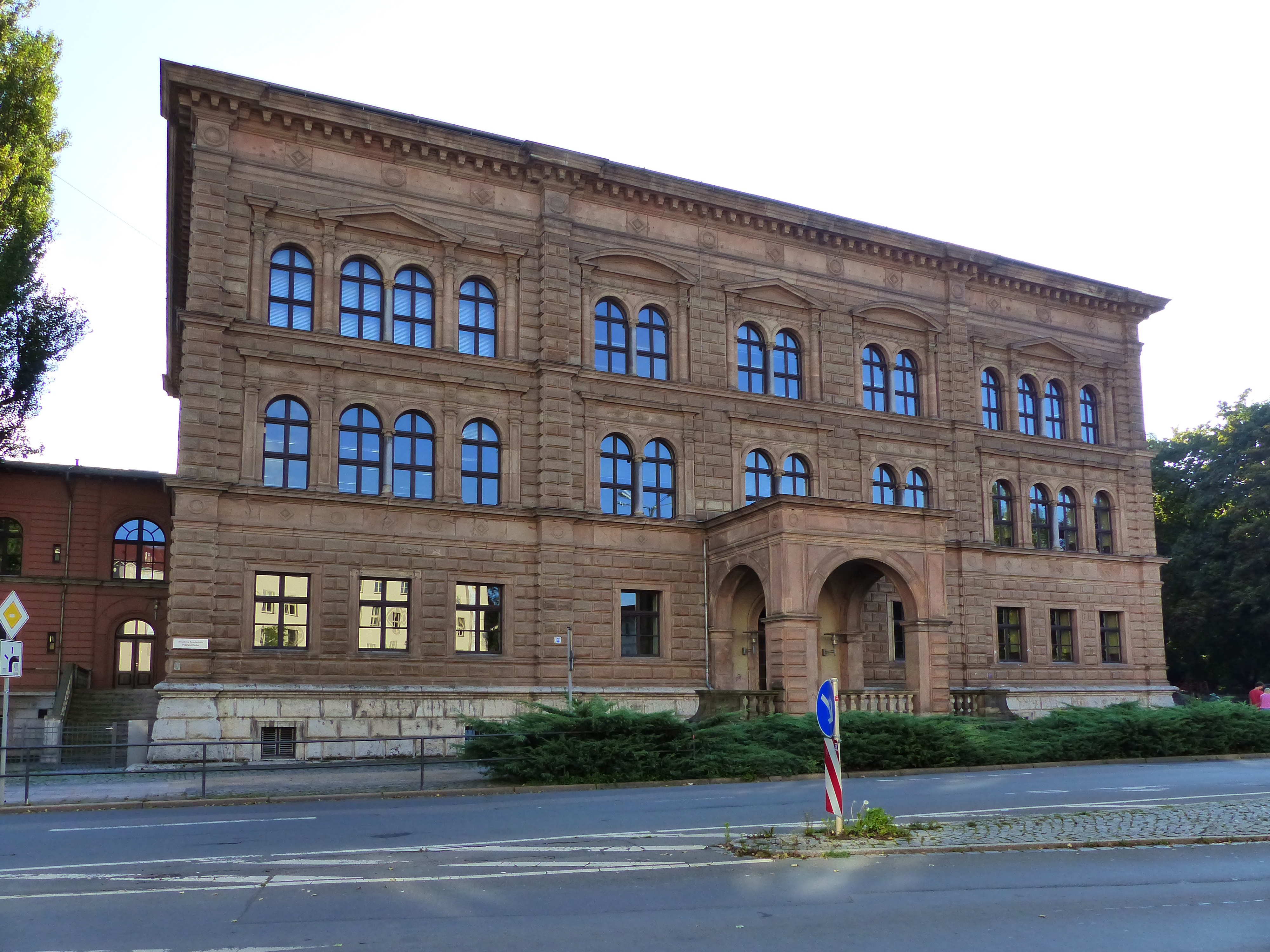
Ehemaliges Sophienstift in Weimar von 1878
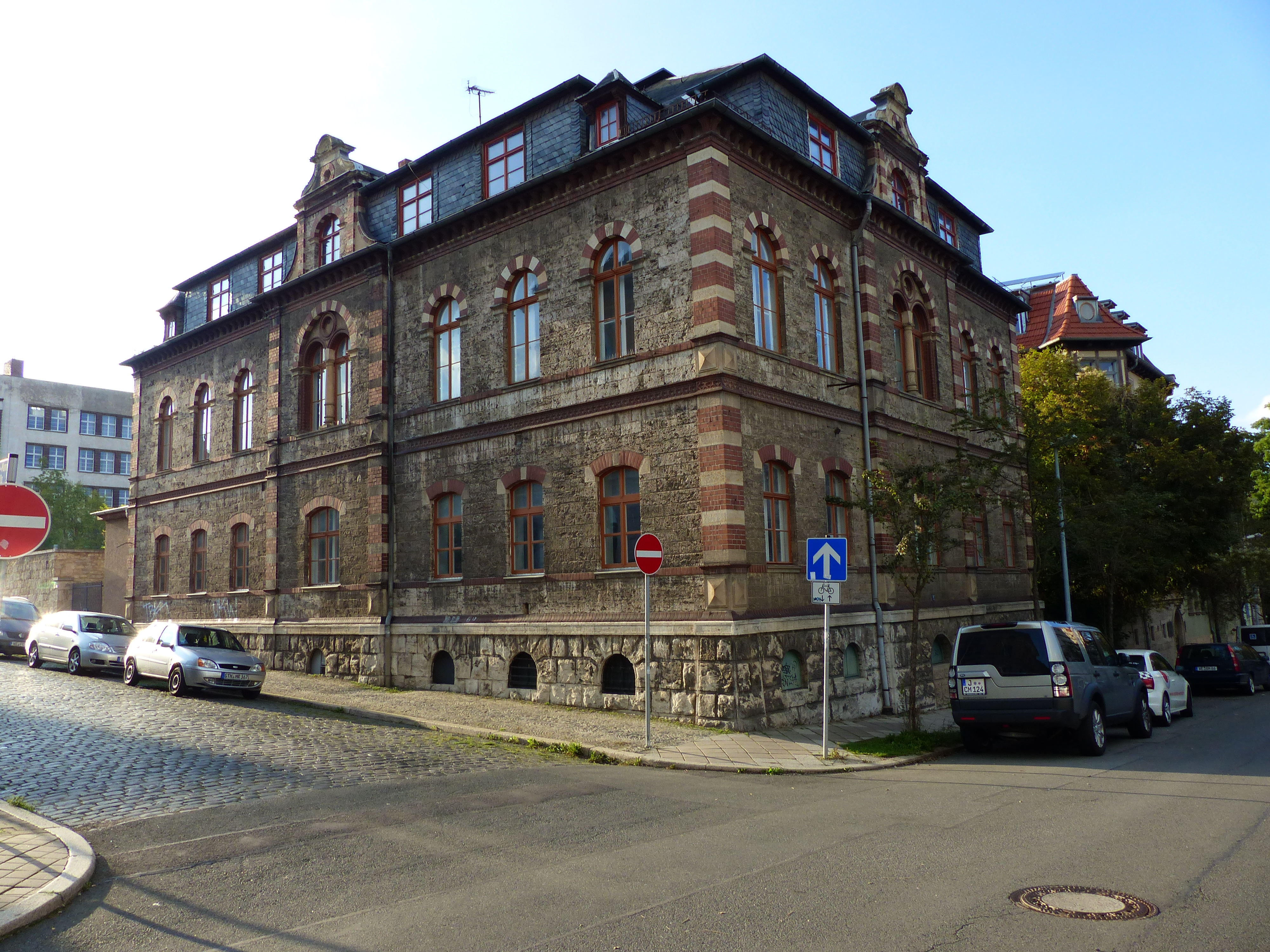
Früheres Paulinenstift in Weimar von 1886
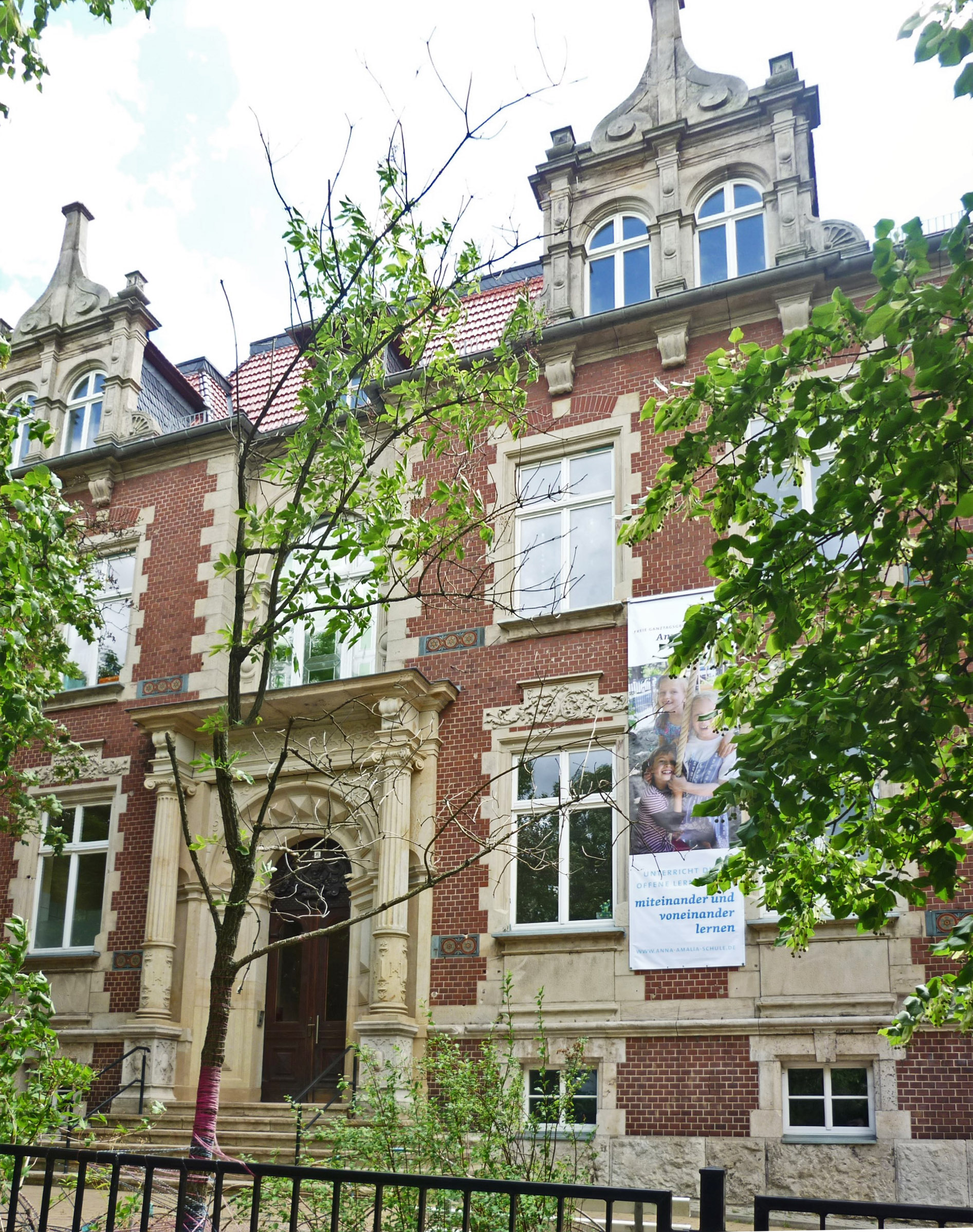
Tiefurter Allee 6 Gebäude der einstigen Russischen Gesandtschaft in Sachsen-Weimar-Eisenach von 1887